# Lucio Publícola Prisco
Lucio Publícola Prisco (en latín: Lucius Poblicola Priscus) fue un senador romano, que vivió en el siglo II, y desarrolló su cursus honorum bajo los reinados de Adriano, Antonino Pío, y Marco Aurelio.

## Carrera
A través de diplomas militares, algunos de ellos fechados el 7 de abril del año 145, está documentado que Prisco fue cónsul sufecto en el año 145 junto con Lucio Lamia Silvano; los dos presumiblemente ocuparon su cargo desde el 1 de febrero hasta finales de abril. Se cree que Prisco era un antepasado de Lucio Valerio Mesala Trásea Prisco, cónsul ordinario en el año 196.